# Rubus mallotifolius
Rubus mallotifolius là loài thực vật có hoa trong họ Hoa hồng. Loài này được C.Y. Wu ex T.T. Yu & L.T. Lu miêu tả khoa học đầu tiên năm 1982.